# Primera División 2013-2014 (calcio a 5)
La Primera División 2013-2014 è stata la 25ª edizione del massimo torneo di calcio a 5 spagnolo. Organizzata dalla Liga Nacional de Fútbol Sala, la stagione regolare è iniziata il 12 settembre 2013 e si è conclusa il 26 aprile 2014, prolungandosi fino al 14 giugno con la disputa dei play-off. La squadra campione in carica è il Barcellona, mentre Jaén, Jumilla e Peñíscola provengono dalla Segunda División. Per ragioni economiche, il Segovia ha rinunciato alla massima serie, iscrivendosi in Segunda División.

## Stagione regolare

### Classifica
|  | Pos. | Squadra        | Pt | G  | V  | N  | P  | GF  | GS  | DR  |
|  | ---- | -------------- | -- | -- | -- | -- | -- | --- | --- | --- |
|  | 1.   | Inter          | 76 | 28 | 25 | 1  | 2  | 148 | 58  | +90 |
|  | 2.   | ElPozo Murcia  | 68 | 28 | 22 | 2  | 4  | 139 | 69  | +70 |
|  | 3.   | Barcellona     | 68 | 28 | 21 | 5  | 2  | 115 | 46  | +69 |
|  | 4.   | Santa Coloma   | 50 | 28 | 15 | 5  | 8  | 115 | 98  | +17 |
|  | 5.   | Xota           | 44 | 28 | 14 | 2  | 12 | 101 | 101 | 0   |
|  | 6.   | Jumilla        | 41 | 28 | 12 | 5  | 11 | 90  | 92  | -2  |
|  | 7.   | Burela         | 40 | 28 | 11 | 7  | 10 | 77  | 80  | -3  |
|  | 8.   | Ribera Navarra | 39 | 28 | 11 | 6  | 11 | 75  | 80  | -5  |
|  | 9.   | Santiago       | 37 | 28 | 10 | 7  | 11 | 76  | 79  | -3  |
|  | 10.  | Jaén           | 27 | 28 | 7  | 6  | 15 | 59  | 83  | -24 |
|  | 11.  | Manacor        | 26 | 28 | 7  | 5  | 16 | 87  | 117 | -30 |
|  | 12.  | Peñíscola      | 25 | 28 | 5  | 10 | 13 | 57  | 91  | -34 |
|  | 13.  | Prone Lugo     | 22 | 28 | 6  | 4  | 18 | 72  | 113 | -41 |
|  | 14.  | S10 Saragozza  | 20 | 28 | 5  | 5  | 18 | 77  | 114 | -37 |
|  | 15.  | Gáldar         | 11 | 28 | 3  | 2  | 23 | 68  | 135 | -67 |

### Verdetti
- Inter campione di Spagna 2013-14 e qualificato alla Coppa UEFA 2014-2015.
- Gáldar retrocesso in Segunda División 2014-15.

## Play-off
I play-off valevoli per il titolo nazionale si sono svolti tra il 9 maggio e il 14 giugno 2014. Il regolamento prevede che i quarti di finale e le semifinali si giochino al meglio delle tre gare mentre la finale al meglio delle cinque.

### Tabellone
|  | Quarti di finale | Quarti di finale | Quarti di finale | Quarti di finale | Quarti di finale |   |              | Semifinali    | Semifinali | Semifinali | Semifinali | Semifinali |  |  | Finale | Finale | Finale | Finale | Finale | Finale | Finale |
|  |                  |                  |                  |                  |                  |   |              |               |            |            |            |            |  |  |        |        |        |        |        |        |        |
|  | 1                | Inter            | 5                | 7                | –                |   |              |               |            |            |            |            |  |  |        |        |        |        |        |        |        |
|  | 8                | Ribera Navarra   | 2                | 1                | –                |   |              |               |            |            |            |            |  |  |        |        |        |        |        |        |        |
|  | 8                | Ribera Navarra   | 2                | 1                | –                |   | 1            | Inter         | 4          | 8          | –          |            |  |  |        |        |        |        |        |        |        |
|  |                  |                  |                  |                  |                  |   | 1            | Inter         | 4          | 8          | –          |            |  |  |        |        |        |        |        |        |        |
|  |                  | 4                | Santa Coloma     | 0                | 1                | – |              |               |            |            |            |            |  |  |        |        |        |        |        |        |        |
|  | 4                | 4                | Santa Coloma     | 0                | 1                | – | Santa Coloma | 6             | 6          | –          |            |            |  |  |        |        |        |        |        |        |        |
|  | 4                |                  |                  |                  |                  |   | Santa Coloma | 6             | 6          | –          |            |            |  |  |        |        |        |        |        |        |        |
|  | 5                | Xota             | 3                | 3                | –                |   |              |               |            |            |            |            |  |  |        |        |        |        |        |        |        |
|  |                  |                  |                  |                  |                  |   |              |               |            |            |            |            |  |  | 1      | Inter  | 4      | 4      | 4      | –      | –      |
|  |                  |                  | 2                | ElPozo Murcia    | 3                | 1 | 2            | –             | –          |            |            |            |  |  |        |        |        |        |        |        |        |
|  | 2                | ElPozo Murcia    | 8                | 3                | 10               |   |              |               |            |            |            |            |  |  |        |        |        |        |        |        |        |
|  | 7                | Burela           | 3                | 4                | 1                |   |              |               |            |            |            |            |  |  |        |        |        |        |        |        |        |
|  | 7                | Burela           | 3                | 4                | 1                |   | 2            | ElPozo Murcia | 1          | 2          | 1          |            |  |  |        |        |        |        |        |        |        |
|  |                  |                  |                  |                  |                  |   | 2            | ElPozo Murcia | 1          | 2          | 1          |            |  |  |        |        |        |        |        |        |        |
|  |                  | 3                | Barcellona       | 4                | 0                | 0 |              |               |            |            |            |            |  |  |        |        |        |        |        |        |        |
|  | 3                | 3                | Barcellona       | 4                | 0                | 0 | Barcellona   | 5             | 9          | –          |            |            |  |  |        |        |        |        |        |        |        |
|  | 3                |                  |                  |                  |                  |   | Barcellona   | 5             | 9          | –          |            |            |  |  |        |        |        |        |        |        |        |
|  | 6                | Jumilla          | 3                | 2                | –                |   |              |               |            |            |            |            |  |  |        |        |        |        |        |        |        |

### Quarti di finale

#### Gara 1
| Arbitri: | Del Pozo García López Jiménez |

|                            |           |                                                               |
| Usín 10’, 29’ Carlitos 20’ | Marcatori | 1’ (aut.) Usín 15’ Martel 29’, 34’ Sepe 39’, 40’ A. Fernández |

| Arbitri: | Martínez Segovia Sánchez Molina |

|                                 |           |                                                            |
| Suazo 15’ Chino 36’ Pizarro 37’ | Marcatori | 25’ Fernandão 27’ (aut.) Rivas 28’ Lozano 34’ Lin 38’ Saad |

| Arbitri: | Gallo Suárez Velasco Martínez |

|                               |           |                                                                                |
| Matamoros 7’, 26’ Marrube 17’ | Marcatori | 5’ Bebe 6’, 26’ Campos 9’ A. Martínez 18’, 40’ Gréllo 20’ J. Ruiz 21’ Franklin |

| Arbitri: | Felipe Madorrán Gereta Ramírez |

|                            |           |                                                         |
| Andresito 15’ C. Muñiz 35’ | Marcatori | 17’ Bateria 22’ Rivillos 23’ Tobe 31’ Cardinal 33’ Rato |

#### Gara 2
| Arbitri: | Cuesta Sanchez Garcia Moron |

|                                        |           |                                                          |
| Franklin 10’ A. Martínez 34’ Boned 38’ | Marcatori | 11’ Matamoros 27’ Míguez 34’ Chao 35’ (aut.) A. Martínez |

| Arbitri: | Cid Bragado Martínez Torres |

|                                                                         |           |          |
| Tobe 6’, 40’ Pola 27’ Ortiz 29’ Ricardinho 30’ B. Díaz 34’ Rivillos 38’ | Marcatori | 39’ Lolo |

| Arbitri: | Díaz Rodríguez García Hernández |

|                                                                                 |           |                  |
| Fernandão 3’ Lozano 6’, 14’ Ortego 7’, 22’ Wilde 13’, 30’ Aicardo 33’ Dyego 34’ | Marcatori | 28’, 29’ Pizarro |

| Arbitri: | Gutiérrez Lumbreras Lope Díaz |

|                                                                    |           |                                  |
| A. Fernández 7’, 38’, 40’ Segura 8’ J. Sánchez 17’ R. González 18’ | Marcatori | 2’ Eseverri 5’ Jesulito 14’ Usín |

#### Gara 3
| Arbitri: | González Ruano Rabadán Sáinz |

|                                                                                                  |           |              |
| Eka 4’ Campos 5’, 23’ J. Ruiz 10’ Juanpi 14’ Gréllo 19’ Franklin 21’ Bebe 28’, 30’ Izquierdo 35’ | Marcatori | 4’ Matamoros |

### Semifinali

#### Gara 1
| Arbitri: | Gracia Marin Munez Carpintero |

|                                         |           |           |
| Fernandão 10’ Wilde 25’, 39’ Torrás 27’ | Marcatori | 4’ Campos |

| Arbitri: | Sanzol Goñi Urdanoz Apezteguia |

|  |           |                                       |
|  | Marcatori | 3’ Bateria 36’ Rivillos 36’, 38’ Rato |

#### Gara 2
| Arbitri: | Fortes Pardo Martínez Flores |

|                                                                                  |           |            |
| Rato 2’ Rivillos 4’ Cardinal 6’, 24’ B. Díaz 16’ Ortiz 30’ Modrego 31’ Murga 38’ | Marcatori | 21’ Segura |

| Arbitri: | Gutiérrez Lumbreras Lope Díaz |

|                         |           |  |
| Franklin 33’ Gréllo 39’ | Marcatori |  |

#### Gara 3
| Arbitri: | Moreno Reina Ramos Marí |

|            |           |  |
| Campos 23’ | Marcatori |  |

### Finale

#### Gara 1
| Arbitri: | Díaz Rodríguez García Hernández |

|                                              |           |                     |
| Ricardinho 12’ Bateria 14’, 43’ Cardinal 35’ | Marcatori | 18’, 23’, 27’ Yepes |

#### Gara 2
| Arbitri: | Felipe Madorrán Gereta Ramírez |

|                                  |           |          |
| Ricardinho 1’ Rato 13’, 29’, 40’ | Marcatori | 29’ Bebe |

#### Gara 3
| Arbitri: | Cuesta Sanchez Garcia Moron |

|                          |           |                                              |
| Boned 8’ Rato 23’ (aut.) | Marcatori | 16’ B. Díaz 28’ Bateria 39’ Modrego 40’ Rato |

## Supercoppa di Spagna
Nella 24ª edizione della Supercoppa di Spagna è stata ripristinata la formula originaria della competizione, in vigore dal 1991 al 1995. La partecipazione è limitata ai vincitori di campionato e Coppa di Spagna che si affrontano in gare di andata e ritorno. Barcellona ed ElPozo Murcia sono rispettivamente campione in carica e finalista di entrambe le competizioni.

### Andata
| Arbitri: | Moreno Reina Ramos Marín |

|  |           |               |
|  | Marcatori | 31’ Fernandão |

### Ritorno
| Arbitri: | Martínez Segovia Sánchez Molina |

|                                          |           |                                                        |
| Wilde 1’ Aicardo 3’ Lozano 12’, 15’, 16’ | Marcatori | 3’ A. Martínez 18’ Juanpi 23’ Suazo 34’ Bebe 39’ Yepes |